# كليوباترا (فلم 1943)
كليوباترا فيلم مصري أُنتج في العام 1943، بطولة بدر لاما وأنور وجدي، إخراج إبراهيم لاما.

## الممثلون
- بدر لاما
- أمينة رزق
- منسي فهمي
- بشارة واكيم
- محمود المليجي
- السيد زيادة
- سلوى علام
- حسن كامل
- سميرة كمال
- زوزو نبيل
- حسن حلمي
- أنور وجدي
- درية أحمد

## روابط خارجية
- مقالات تستعمل روابط فنية بلا صلة مع ويكي بيانات